# Acutisoma longipes
Acutisoma longipes is een hooiwagen uit de familie Gonyleptidae. De wetenschappelijke naam van Acutisoma longipes gaat terug op Roewer.